# Mushroom Wars 2
Mushroom Wars 2 est un jeu vidéo de stratégie en temps réel, développé et publié par Zillion Whales. C'est la suite de Mushroom Wars (en), et il est sorti sur iOS et tvOS le 13 octobre 2016 et est également disponible sur Android, Steam et Nintendo Switch. Des versions pour PlayStation 4, et Xbox One devraient suivre prochainement.
Le jeu se déroule dans un monde forestier fictif, où des armées de champignons s'affrontent dans des batailles stratégiques dynamiques en temps réel. Le joueur choisit l'un des héros, des personnages aux capacités uniques, pour diriger les armées de champignons et les commander pour prendre le contrôle du champ de bataille dans une variété de modes multijoueurs avec des ligues, des matchs classés et un système de récompenses ou des campagnes solo avec des paramètres de difficulté personnalisables,.
S'appuyant sur le gameplay de base de Mushrooms Wars, Mushrooms Wars 2 propose quatre épisodes de campagne, un pour chaque tribu de champignons, et un mode multijoueur compétitif jusqu'à quatre personnes avec un mode coopératif à deux joueurs.

## Gameplay
Dans Mushroom Wars 2, les joueurs commandent des armées dans des matchs dynamiques de courte durée, en capturant les bâtiments des adversaires, ce qui exige une gestion stratégique des ressources, des réflexes rapides et la capacité de superviser jusqu'à des milliers d'unités en même temps.
Mushroom Wars 2 propose quatre épisodes de campagne scénarisés, comprenant chacun 50 missions. Un mode multijoueur sans intrigue avec option de jeu personnalisé permet aux joueurs d'essayer de nouvelles stratégies avec jusqu'à trois amis dans des matchs libres ou par équipe. Le mode escarmouche permet également aux joueurs de se battre contre des adversaires dotés d'une intelligence artificielle (contrôlés par ordinateur).
Avant le match, les joueurs choisissent l'un des nombreux personnages héros parmi 4 tribus de champignons : Shrooms - Rudo ou Ayner, Proteus - Marty'O ou Cree, Shii'Moris - Stella ou Trini, Grims - Pahom ou Ankh. Chaque personnage possède différentes compétences attribuables à sa tribu spécifique et applicables à un certain territoire ou à certains bâtiments. La barre des compétences spéciales est remplie par les âmes des soldats qui meurent dans les batailles, donc plus le joueur se bat, plus vite il peut ouvrir une des quatre compétences uniques de son personnage.
Il existe trois types de bâtiments : les villages qui produisent des unités, les tours qui défendent un certain rayon de territoire et les forges qui créent des armes pour rendre l'armée plus forte. Les villages peuvent être améliorés trois fois - plus le niveau d'amélioration est élevé, plus ils peuvent accueillir d'unités et produire des soldats plus rapidement. Les tours peuvent également être améliorées trois fois, augmentant à chaque fois leur rayon effectif et leur taux d'attaque. Les forges ne peuvent pas être améliorées. Les bâtiments peuvent être convertis en bâtiments d'autres types et inversement.
Les joueurs étendent leur influence sur la carte en développant leurs armées dans les villages de base d'où ils partent et en capturant des bâtiments neutres ou ceux de leurs adversaires. Il existe plusieurs conditions de victoire, différentes pour chaque match : détruire toutes les armées adverses en capturant tous les bâtiments de la carte ; capturer des bâtiments spécifiques plus rapidement que les adversaires ; être le premier à voir les points décomptés à zéro. Un joueur est vaincu si toutes ses unités sont détruites, il faut aussi capturer tous ses bâtiments.

## Développement
Le concept de Mushroom Wars 2 a été formalisé en 2014, lorsque certains des développeurs du Mushroom Wars original ont rejoint le développeur Zillion Whales. Dès que le premier prototype jouable a été créé, l'équipe a commencé à présenter le jeu lors de diverses conférences, par exemple Comic Con à Saint-Pétersbourg, GDC à San Francisco, Gamescom à Cologne. Le jeu est développé à l'aide d'Unity avec un plugin de rendu C++ personnalisé.